# Approximation de Kubelka-Munk
L'approximation de Kubelka-Munk décrit le transfert radiatif dans un milieu unidimensionnel homogène d'indice unité, sans source et où existe une absorption et une diffusion élastique isotrope. Elle est une application de la méthode à deux flux (abréviation de méthode à deux densités surfaciques spectrales de flux) établie indépendamment par Arthur Schuster (1905) et Karl Schwarzschild (1906) dans le cas plus général où existe une source de rayonnement dans le milieu.
Cette méthode est à la base des problèmes de colorimétrie. Elle permet de prédire à partir de la mesure de deux couches d'épaisseur différente comment des couches d'autres épaisseurs agissent sur la lumière. Elle permet également aux fabricants de revêtements d'estimer la quantité de pigment qu'il faut ajouter à une matière pour obtenir une couche opaque à une certaine épaisseur. Elle permet de prévoir la couleur du mélange de deux colorants, si les paramètres d'absorption spectrale de chacun des composants sont connus, avec une meilleure approximation que l'application naïve du modèle de la synthèse soustractive des couleurs.
L'approximation de Kubelka-Munk, conçue pour les peintures, s'applique à de nombreux autres domaines : encres, papiers, textiles colorés ; analyse de peinture artistique, et autres.

## Les auteurs et leurs travaux
Paul Kubelka (1900-1956), ingénieur chimiste né à Kladno (Empire austro-hongrois, puis Tchécoslovaquie et aujourd'hui Tchéquie), directeur adjoint du laboratoire de chimie minérale de l'entreprise Verein für Chemische und Metallurgische Produktion (de) à Ústí. Ingénieur-docteur en 1925, directeur technique de l'entreprise en 1926, il supervise le laboratoire d'analyses. Après la publication de 1931, il s'oriente vers une carrière académique, puis fonde sa propre entreprise. En 1950, il émigre au Brésil. Il décède en 1956 à Rio de Janeiro, alors qu'il est directeur de recherche au laboratoire du ministère brésilien de l'agriculture.
Franz Munk (1900-1964), chimiste des couleurs né à Tepliz-Shönau (Empire austro-hongrois, puis Tchécoslovaquie et aujourd'hui Tchéquie), à l'époque de la publication de la méthode Kubelka-Munk il travaillait depuis la fin de sa formation, en 1925, dans la même entreprise, à la production de pigments minéraux.
La recherche initiale de Kubelka et Munk, conduisant à leur publication de 1931, concerne l'opacité des peintures blanches. Connaissant l'albedo d'une couche d'épaisseur infinie, en pratique telle qu'ajouter une couche ne change pas le résultat, on recherche celui d'une couche d'épaisseur plus mince, ainsi que sa capacité à atténuer un motif contrasté présent sur le subjectile, qui est son pouvoir couvrant.
Le modèle suppose que les propriétés des particules de pigment et celles du liant ne varient pas dans la plage de longueurs d'onde utile. Il vaut donc pour les matériaux d'apparence achromatique, blancs ou gris neutre. Pour des matières colorées, cela vaut pour un illuminant monochromatique. On doit effectuer les mesures et les calculs par bande de longueurs d'onde, et déduire de ces résultats la position colorimétrique de la couche de produit.
Il s'applique ainsi à l'étude des glacis en peinture artistique, couches modifiant la couche inférieure tout en la laissant paraître. Dans l'étude d'œuvres anciennes, il évite de faire des hypothèses sur les pigments et les liants utilisés, sur lesquels on ne dispose pas d'informations suffisantes.

## Présentation de la méthode

### La solution générale
Le transfert radiatif est représenté par deux équations, une pour chaque sens de propagation. Les deux densités de flux {\displaystyle F^{+}} et {\displaystyle F^{-}} sont couplées par la diffusion, représentée par la section macroscopique de rétrodiffusion {\displaystyle S}. Le milieu est par ailleurs caractérisé par un coefficient macroscopique d'absorption {\displaystyle K} :
{\displaystyle {\begin{array}{rcl}{\frac {\mathrm {d} F^{+}}{\mathrm {d} x}}&=&-KF^{+}+SF^{-}-SF^{+}\\{\frac {\mathrm {d} F^{-}}{\mathrm {d} x}}&=&-KF^{-}+SF^{+}-SF^{-}\end{array}}}
On remarque que, en l'absence de diffusion, les équations sont découplées et se réduisent à des équations différentielles du premier ordre dont la solution en exponentielle décroissante obéit à la loi de Beer-Lambert.
Quelle que soit la diffusion la somme des deux termes qui représente la densité de flux totale obéit également à la loi de Beer-Lambert :
{\displaystyle {\frac {\mathrm {d} F}{\mathrm {d} x}}=-KF\,,\quad F=F^{+}+F^{-}}
Si l'on suppose que la distribution angulaire de la luminance est isotrope dans chaque hémisphère alors {\displaystyle F^{\pm }} est l'exitance dans chaque demi-espace et on peut écrire des équations analogues pour ces luminances :
{\displaystyle {\begin{array}{rcl}{\frac {\mathrm {d} L^{+}}{\mathrm {d} x}}&=&-\kappa _{a}L^{+}+\kappa _{s}L^{-}-\kappa _{s}L^{+}\\{\frac {\mathrm {d} L^{-}}{\mathrm {d} x}}&=&-\kappa _{a}L^{-}+\kappa _{a}L^{+}-\kappa _{s}L^{-}\end{array}}}
où {\displaystyle \kappa _{a}} et {\displaystyle \kappa _{s}} sont les coefficients d'absorption et de diffusion, respectivement.
La solution est recherchée sous forme de l'ansatz suivant :
{\displaystyle {\begin{pmatrix}F^{+}(x)\\F^{-}(x)\end{pmatrix}}=e^{\alpha x}{\begin{pmatrix}F_{0}^{+}\\F_{0}^{-}\end{pmatrix}}}
La résolution de ce système aux valeurs propres de {\displaystyle \alpha } donne la solution générale :
{\displaystyle {\begin{array}{rcl}F^{+}&=&A\left(1-{\sqrt {\frac {K}{K+2S}}}\right)e^{\alpha x}+B\left(1+{\sqrt {\frac {K}{K+2S}}}\right)e^{-\alpha x}\\F^{-}&=&A\left(1+{\sqrt {\frac {K}{K+2S}}}\right)e^{\alpha x}+B\left(1-{\sqrt {\frac {K}{K+2S}}}\right)e^{-\alpha x}\end{array}}}
avec
{\displaystyle \alpha ={\sqrt {K(K+2S)}}}
{\displaystyle A} et {\displaystyle B} sont des constantes dont la valeur est fixée par les conditions aux limites.
La longueur caractéristique dans le milieu est {\displaystyle l=\alpha ^{-1}}.
En l'absence de diffusion on retrouve la loi de Beer-Lambert :
{\displaystyle {\begin{array}{rcl}F^{+}&=&2Be^{-Kx}\\F^{-}&=&2Ae^{Kx}\end{array}}}
En l'absence d'absorption la solution est la conservation de la densité de flux, évidente sur les équations descriptives :
{\displaystyle {\frac {\mathrm {d} }{\mathrm {d} x}}(F^{+}+F^{-})=0}
La longueur caractéristique est infinie (inexistante).

### Les conditions aux limites et les travaux de Kubelka-Munk

#### Cas opaque
On considère un milieu de longueur grande devant la longueur caractéristique. La condition {\displaystyle \lim \limits _{x\to \infty }{F^{\pm }}=0} implique {\displaystyle A=0}. On en déduit la réflectance de la surface :
{\displaystyle R_{\infty }={\frac {F^{-}(0)}{F^{+}(0)}}={\frac {1-{\sqrt {\frac {K}{K+2S}}}}{1+{\sqrt {\frac {K}{K+2S}}}}}}
Cette expression peut se réécrire sous la forme bien connue des coloristes :
{\displaystyle {\frac {K}{S}}={\frac {(1-R_{\infty })^{2}}{2R_{\infty }}}}
On en déduit les résultats suivants :
- réflectance nulle pour {\displaystyle S=0} (matériau « noir »),
- réflectance unité pour {\displaystyle K=0} (matériau « blanc »),
- on ne change pas le résultat en modifiant la quantités de centres opacifiant et diffusant dans le milieu puisque {\displaystyle K} et {\displaystyle S} varient linéairement avec cette quantité,
- par contre on change le résultat en ajoutant un opacifiant différent.

#### Cas translucide
On considère une couche de réflectance {\displaystyle R_{L}} surmontée d'un matériau diffusant d'épaisseur {\displaystyle L}.La condition au bord en {\displaystyle x=L} s'écrit :
{\displaystyle {\frac {F^{-}(L)}{F^{+}(L)}}=R_{L}}
La solution du système s'écrit :
{\displaystyle R={\frac {(R_{L}-R_{\infty })+e^{2\alpha L}R_{\infty }(1-R_{L}R_{\infty })}{R_{\infty }(R_{L}-R_{\infty })+e^{2\alpha L}(1-R_{L}R_{\infty })}}}
Cette expression peut être réécrite de la façon suivante :
{\displaystyle R={\frac {R_{L}(\phi -{\frac {K}{S}})+1-R_{L}}{\phi +{\frac {K}{S}}+1-R_{L}}}}
avec :
{\displaystyle \phi =\zeta \coth {\sqrt {\zeta SL}}\,,\quad \zeta ={\sqrt {{\frac {K}{S}}\left({\frac {K}{S}}+2\right)}}}
En particulier sur fond noir ({\displaystyle R_{L}=0}) :
{\displaystyle R=\left(\phi +{\frac {K}{S}}+1\right)^{-1}}
À partir de cette expression on peut effectuer diverses opérations :
- en utilisant deux couches de réflectances différentes on peut remonter aux caractéristiques du milieu  {\displaystyle K} et {\displaystyle S}. C'est là une méthode classique de colorimétrie.
- connaissant les caractéristiques du milieu, remonter à la réflectance du fond. Par exemple connaître la caractéristique de la surface d'une atmosphère opaque comme celle de Vénus.
- connaissant les caractéristiques du fond d'un cours d'eau ou d'un lac, estimer la turbidité de l'eau.

### Précision de la méthode
Le modèle présente une certaine imprécision liée à l'hypothèse d'isotropie de la diffusion. Ceci conduit au fait que le paramètre S prend des valeurs variables suivant les conditions de mesure, en particulier selon la concentration pigmentaire. Pour autant la précision obtenue donne des résultats satisfaisants dans la majorité des cas, avec une erreur relative moyenne de 3 %. Il existe cependant des cas où l'approximation est médiocre, par exemple dans le cas d'un système qui combine un matériau diffusant et peu absorbant, comme le papier, avec un milieu peu diffusant mais absorbant, comme l'encre,. Des équipes ont proposé des améliorations pour ce cas.

## Correction de Saunderson
La loi décrite ci-dessus est en fait incorrecte puisque les lois du transfert radiatif établies postérieurement à la méthodes des deux flux montrent que, dans un milieu d'indice {\displaystyle n} la quantité conservée est {\displaystyle {\frac {F}{n^{2}}}}. Ceci ne change rien aux résultats ci-dessus pour le rayonnement en volume dans un milieu homogène ({\displaystyle n} constant) mais pose le problème des conditions à l'interface.
La correction de Saunderson permet de prendre en compte l'effet de la discontinuité que constitue la surface.
On utilise l'indice {\displaystyle e} pour les quantités à l'extérieur du milieu. On écrit les lois de conservation à l'interface en tenant compte des réflexions :
{\displaystyle {\begin{array}{rcl}F_{e}^{-}&=&(1-r_{i})F^{-}(0)+r_{e}F_{e}^{+}\\F^{+}(0)&=&(1-r_{e})F_{e}^{+}+r_{i}F_{e}^{-}(0)\end{array}}}
On en déduit la réflectivité {\displaystyle R_{e}} en fonction de la valeur {\displaystyle R} définie ci-dessus par l'expression de Kubelka-Munk :
{\displaystyle R_{e}={\frac {F_{e}^{-}}{F_{e}^{+}}}=r_{e}+{\frac {(1-r_{i})(1-r_{e})R}{1-r_{i}R}}}
Les coefficients de réflexion {\displaystyle r_{e}} (rayonnement extérieur vers la surface) et {\displaystyle r_{i}} (rayonnement intérieur vers la surface) sont calculables dans l'hypothèse d'une luminance isotrope en utilisant les coefficients de Fresnel et en intégrant sur un demi-espace. À titre d'exemple, pour {\displaystyle n=1.5} on obtient {\displaystyle r_{e}=0.09} et {\displaystyle r_{i}=0.59}. La différence maximale entre {\displaystyle R} et {\displaystyle R_{e}} est dans ce cas de 17%.

## Annexe